# رامون (لاعب كرة قدم مواليد 2001)
رامون هو لاعب كرة قدم برازيلي، ولد في 13 مارس 2001 في ساو جواو دي ميريتي في البرازيل.

## وصلات خارجية
- رامون (لاعب كرة قدم برازيلي) على موقع قاعدة بيانات كرة القدم.إي يو (الإنجليزية)
- رامون (لاعب كرة قدم برازيلي) على موقع Soccerway.com (الإنجليزية)